# Walter Pritchard
Walter Pritchard (Walter Herbert Pritchard; * 14. April 1910 in Hancock, New York; † 31. August 1982 in Cleveland) war ein US-amerikanischer Hindernisläufer.
Als US-Vizemeister qualifizierte er sich mit seiner persönlichen Bestzeit von 9:18,3 min 1932 für die Olympischen Spiele in Los Angeles, bei denen er Achter wurde.
Als Kardiologe war er 1947 am ersten erfolgreichen Einsatz eines Defibrillators durch Claude Beck beteiligt. 1960 wurde er Argyl J. Beams Professor of Medicine an der Case Western Reserve University.